# Kırkgöze, Bulanık
Kırkgöze là một xã thuộc huyện Bulanık, tỉnh Muş, Thổ Nhĩ Kỳ. Dân số thời điểm năm 2011 là 2.547 người.